# Литвиновка (Великобурлукский район)
Литвиновка (укр. Литвинівка), поселок, 
Велико-Бурлукский поселковый совет,
Великобурлукский район,
Харьковская область.
Код КОАТУУ — 6321455115. Население по переписи 2001 г. составляет 24 (8/16 м/ж) человека.

## Географическое положение
Посёлок Литвиновка находится в 2-х км от реки Великий Бурлук и села Лебедевка.
В 2-х км проходит железная дорога, станция Березник, и  автомобильная дорога Т-3115.
По поселку протекает пересыхающий ручей на котором сделано запруду.

## История
- 1750 - дата основания.

## Экономика
- В селе есть молочно-товарная ферма.

## Достопримечательности
- Братская могила советских воинов.